# 오기노 다카시
오기노 다카시(일본어: 荻野 貴司, 1985년 10월 21일 ~ )는 일본의 프로 야구 선수이며, 현재 퍼시픽 리그인 지바 롯데 마린스의 소속 선수(외야수)이다. 나라현 다카이치군 아스카촌 출신이다.

## 인물

### 프로 입단 전
초등학교 4학년 때 주니어 야구팀에서 야구를 시작하였고, 나라 현립 고리야마 고등학교 3학년 때 하계 대회인 전국 고등학교 야구 선수권 나라 대회에서 팀의 준우승을 이끌었다. 고교 졸업 후 간세이가쿠인 대학에 진학하면서 1학년 가을부터 선발로서 활약, 4학년 춘계 대회에서는 17개의 도루를 기록하여 23년 만이 되는 리그 신기록을 수립했다. 간사이 학생 리그 통산 80경기에 출전하면서 295타수 98안타, 타율 3할 3푼 2리, 3홈런, 35타점, 47도루를 기록했고, 다섯 차례의 베스트 나인에 선정되었다.
지망계를 제출하지 않고 사회인 야구팀인 토요타 자동차에 입사해 외야수로 전향했고, 2008년 제35회 일본 선수권에서 3번 타자로 출전해 타율 4할 9와 장타율 6할 8푼 2리 등 기대 이상의 성적을 남기는 등 팀의 2연패 달성에 공헌했다. 이 해에 사회인 베스트 나인(외야수 부문)을 수상하는 업적을 남겼다. 2009년도 프로 야구 드래프트 회의에서는 지바 롯데 마린스로부터 1순위 지명을 받았고 11월 30일에 계약금 1억엔을 더한 성과급 5000만 엔, 연봉 1500만 엔(추정 연봉)으로 계약하면서 입단, 등번호는 4번으로 정해졌다.

### 프로 입단 후

#### 2010년
입단 첫 해에 가진 시범 경기에서는 기대 이상의 활약으로 호조를 보이는 등 구단으로서는 25년 만이 되는 신인 외야수의 개막전 선발로 출전하게 되었고, 3월 26일의 홋카이도 닛폰햄 파이터스전에서 역전 결승타가 되는 프로 데뷔 후 처음으로 홈런을 기록했다.
그러나 5월 21일의 도쿄 야쿠르트 스왈로스전에서 1회에 두 차례의 도루를 했을 당시 오른쪽 무릎을 다쳐 다음날에 반월상연골손상을 입는 등 전치 4주의 진단을 받았다. 26일에 오른쪽 무릎 수술을 받았지만 회복이 늦어지면서 정규 시즌 중의 복귀는 실현되지 않았다. 오프의 계약 갱신의 자리에서는 니시오카 쓰요시가 지키고 있던 유격수의 변환에 대해 “해 보고 싶은 기분이 있다. 지킬 수 있다면 지키고 싶다”라고 발언했다.

#### 2011년
그 해 내야수로 등록되면서 유격수로서 기용되지만, 5월 13일의 도호쿠 라쿠텐 골든이글스전에서 오른쪽 무릎의 통증을 호소해 17일에 등록이 말소되었다. “작년의 아픔과는 전혀 다르다. 조금만 쉬면 괜찮다고 생각한다”라고 말했지만 25일에 수술을 받았다. 그 후에는 조정을 계속하고 있었지만 8월 25일에 다시 수술을 받았다.

## 에피소드
같은 팀에는 이미 오기노 다다히로가 활약하고 있으며 닉네임은 ‘다카시’(タカシ), 키네임도 T.OGINO와 구별(덧붙여서 오기노 다다히로는 ‘OGINO’인 채)하여 팬들에게서는 ‘피노’(ピノ)라고도 불리고 있다. 팀의 1번 타자인 니시오카 쓰요시와 함께 니오라인이라고 불린다.

## 플레이 스타일
배트를 극단적으로 짧게 가지면서 코스에 거역하지 않는 콤팩트 하면서 재주가 있는 배팅을 할 수 있으며 몸집이 작지만 장타력도 있어 밋밋한 공은 스탠드에 가지고 가기도 한다. 그리고 뛰어난 도루 센스와 50미터 5초대에 주파할 정도의 빠른 발이 특색이며 우타자에게도 관계 없이 유격 정면의 평범한 땅볼을 내야 안타로도 칠 수 있다. 수비에 있어서는 사회인 야구팀에서 시작함과 동시에 외야수로 전향하면서 아직은 엉성함이 남지만 타고난 성질의 발을 살린 수비 범위의 넓이는 최고 수준이며 어깨도 표준 이상의 강한 힘을 갖고 있다.

## 상세 정보

### 출신 학교
- 나라 현립 고리야마 고등학교
- 간세이가쿠인 대학

### 선수 경력
사회인 시대
- 토요타 자동차

프로팀 경력
- 지바 롯데 마린스(2010년 ~ )

### 수상·타이틀 경력
- 베스트 나인 : 1회(2019년) ※외야수 부문
- 골든 글러브상 : 1회(2019년) ※외야수 부문

### 개인 기록

#### 첫 기록
- 첫 출장·첫 선발 출장 : 2010년 3월 20일, 대 사이타마 세이부 라이온스 1차전(세이부 돔), 2번·중견수로 선발 출장
- 첫 타석 : 상동, 1회초에 와쿠이 히데아키로부터 2루 땅볼
- 첫 안타 : 상동, 5회초에 와쿠이 히데아키로부터 투수 앞 내야 안타
- 첫 도루 : 2010년 3월 22일, 대 사이타마 세이부 라이온스 3차전(세이부 돔), 1회초에 2루 안착(투수: 기시 다카유키, 포수: 호소카와 도루)
- 첫 타점 : 상동, 2회초에 기시 다카유키로부터 중전 적시타
- 첫 홈런 : 2010년 3월 26일, 대 홋카이도 닛폰햄 파이터스 1차전(지바 마린 스타디움), 1회말에 야기 도모야로부터 좌월 2점 홈런

#### 기타
- 첫회 선두 타자 런닝 홈런 : 2014년 5월 6일, 대 오릭스 버펄로스 7차전(교세라 돔 오사카), 1회초에 니시 유키로부터 좌월 솔로 런닝 홈런 ※역대 8번째[2]
- 첫회 선두 타자 초구 런닝 홈런 : 상동 ※사상 최초[2]
- 올스타전 출장 : 1회(2019년) ※2018년에도 선출됐지만 출전 포기

### 등번호
- 4(2010년 ~ 2016년)
- 0(2017년 ~ )

### 연도별 타격 성적
| 연 도       | 소 속       | 경 기 | 타 석 | 타 수 | 득 점 | 안 타 | 2 루 타 | 3 루 타 | 홈 런 | 루 타 | 타 점 | 도 루 | 도 루 자 | 희 생 번 | 희 생 플 | 볼 넷 | 고 4 | 사 구 | 삼 진 | 병 살 타 | 타 율 | 출 루 율 | 장 타 율 | O P S |
| ----------- | ----------- | ----- | ----- | ----- | ----- | ----- | ------- | ------- | ----- | ----- | ----- | ----- | -------- | -------- | -------- | ----- | ---- | ----- | ----- | -------- | ----- | -------- | -------- | ----- |
| 2010년      | 지바 롯데   | 46    | 217   | 175   | 29    | 57    | 9       | 2       | 1     | 73    | 17    | 25    | 3        | 21       | 3        | 16    | 1    | 2     | 24    | 2        | .326  | .383     | .417     | .800  |
| 2011년      | 지바 롯데   | 23    | 103   | 91    | 14    | 24    | 4       | 0       | 0     | 28    | 10    | 14    | 1        | 3        | 1        | 7     | 0    | 1     | 6     | 1        | .264  | .320     | .308     | .628  |
| 2012년      | 지바 롯데   | 61    | 187   | 165   | 18    | 37    | 5       | 0       | 1     | 45    | 8     | 13    | 3        | 6        | 0        | 11    | 0    | 5     | 17    | 0        | .224  | .293     | .273     | .566  |
| 2013년      | 지바 롯데   | 102   | 397   | 335   | 52    | 92    | 14      | 3       | 4     | 124   | 28    | 26    | 3        | 17       | 3        | 32    | 0    | 9     | 26    | 4        | .275  | .351     | .370     | .721  |
| 2014년      | 지바 롯데   | 40    | 155   | 142   | 26    | 37    | 10      | 2       | 3     | 60    | 12    | 15    | 1        | 5        | 0        | 8     | 0    | 0     | 14    | 1        | .261  | .300     | .423     | .723  |
| 2015년      | 지바 롯데   | 82    | 309   | 279   | 42    | 75    | 9       | 2       | 2     | 94    | 13    | 18    | 5        | 9        | 1        | 16    | 0    | 4     | 38    | 5        | .269  | .317     | .337     | .654  |
| 2016년      | 지바 롯데   | 71    | 219   | 192   | 35    | 48    | 11      | 1       | 3     | 70    | 21    | 16    | 2        | 9        | 0        | 14    | 0    | 4     | 25    | 3        | .250  | .314     | .365     | .679  |
| 2017년      | 지바 롯데   | 103   | 394   | 356   | 53    | 94    | 22      | 1       | 5     | 133   | 24    | 26    | 3        | 10       | 1        | 25    | 0    | 2     | 44    | 6        | .264  | .315     | .374     | .689  |
| 2018년      | 지바 롯데   | 78    | 351   | 317   | 52    | 91    | 15      | 3       | 2     | 118   | 25    | 20    | 6        | 9        | 3        | 13    | 0    | 9     | 25    | 6        | .287  | .330     | .372     | .703  |
| 2019년      | 지바 롯데   | 125   | 569   | 508   | 76    | 160   | 35      | 7       | 10    | 239   | 46    | 28    | 10       | 9        | 4        | 40    | 0    | 8     | 56    | 4        | .315  | .371     | .470     | .842  |
| 통산 : 10년 | 통산 : 10년 | 731   | 2901  | 2560  | 397   | 715   | 134     | 21      | 31    | 984   | 204   | 201   | 37       | 98       | 16       | 182   | 1    | 44    | 275   | 32       | .279  | .336     | .384     | .720  |

- 2019년 시즌 종료 기준.
- 굵은 글씨는 시즌 최고 성적.

### 연도별 수비 성적
| 연도 | 소속      | 외야  | 외야  | 외야  | 외야  | 외야  | 외야     | 유격  | 유격  | 유격  | 유격  | 유격  | 유격     |
| 연도 | 소속      | 경 기 | 척 살 | 보 살 | 실 책 | 병 살 | 수 비 율 | 경 기 | 척 살 | 보 살 | 실 책 | 병 살 | 수 비 율 |
| ---- | --------- | ----- | ----- | ----- | ----- | ----- | -------- | ----- | ----- | ----- | ----- | ----- | -------- |
| 2010 | 지바 롯데 | 46    | 99    | 2     | 3     | 0     | .971     | -     | -     | -     | -     | -     | -        |
| 2011 | 지바 롯데 | -     | -     | -     | -     | -     | -        | 23    | 35    | 71    | 6     | 14    | .946     |
| 2012 | 지바 롯데 | 54    | 123   | 3     | 3     | 1     | .977     | -     | -     | -     | -     | -     | -        |
| 2013 | 지바 롯데 | 101   | 182   | 6     | 2     | 1     | .989     | -     | -     | -     | -     | -     | -        |
| 2014 | 지바 롯데 | 39    | 66    | 4     | 1     | 0     | .986     | -     | -     | -     | -     | -     | -        |
| 2015 | 지바 롯데 | 82    | 152   | 7     | 1     | 2     | .994     | -     | -     | -     | -     | -     | -        |
| 2016 | 지바 롯데 | 65    | 112   | 4     | 1     | 0     | .991     | -     | -     | -     | -     | -     | -        |
| 2017 | 지바 롯데 | 101   | 183   | 6     | 1     | 3     | .995     | -     | -     | -     | -     | -     | -        |
| 2018 | 지바 롯데 | 78    | 180   | 7     | 2     | 4     | .989     | -     | -     | -     | -     | -     | -        |
| 2019 | 지바 롯데 | 125   | 258   | 8     | 1     | 2     | .996     | -     | -     | -     | -     | -     | -        |
| 통산 | 통산      | 691   | 1355  | 47    | 15    | 13    | .989     | 23    | 35    | 71    | 6     | 14    | .946     |

- 2019년 시즌 종료 기준.
- 굵은 글씨는 시즌 최고 성적.
- 연도에서 굵은 글씨는 골든 글러브상 수상 연도